# Albo d'oro della Maratona di Boston
La  Maratona di Boston si disputa dal 1897 per il settore maschile, dal 1972 per il settore femminile, mentre per i diversamente abili in carrozzina si disputa dal 1975 per gli uomini e dal 1977 per le donne.
L'albo d'oro della manifestazione è il seguente:

## Albo d'oro maschile

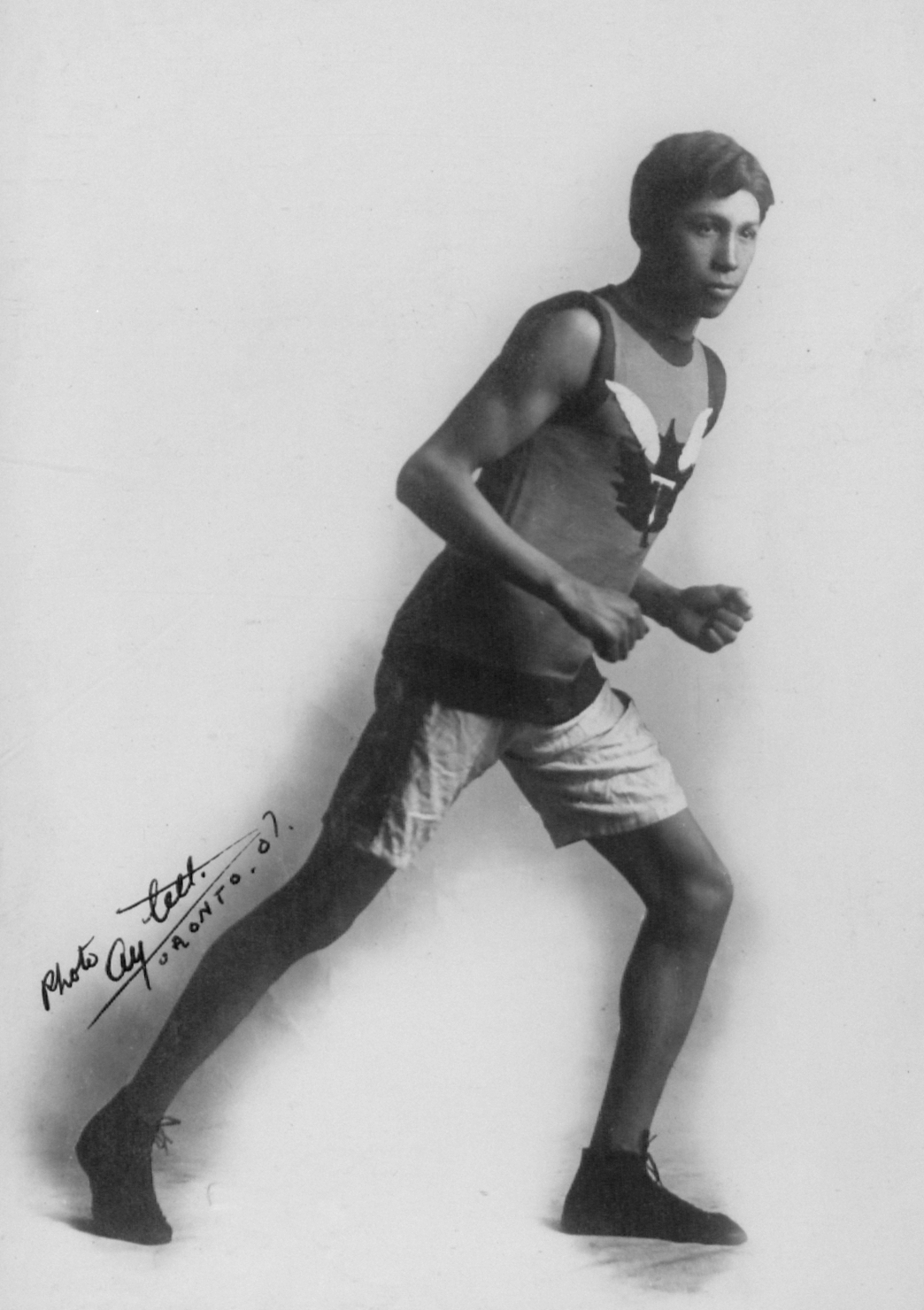
Thomas Longboat

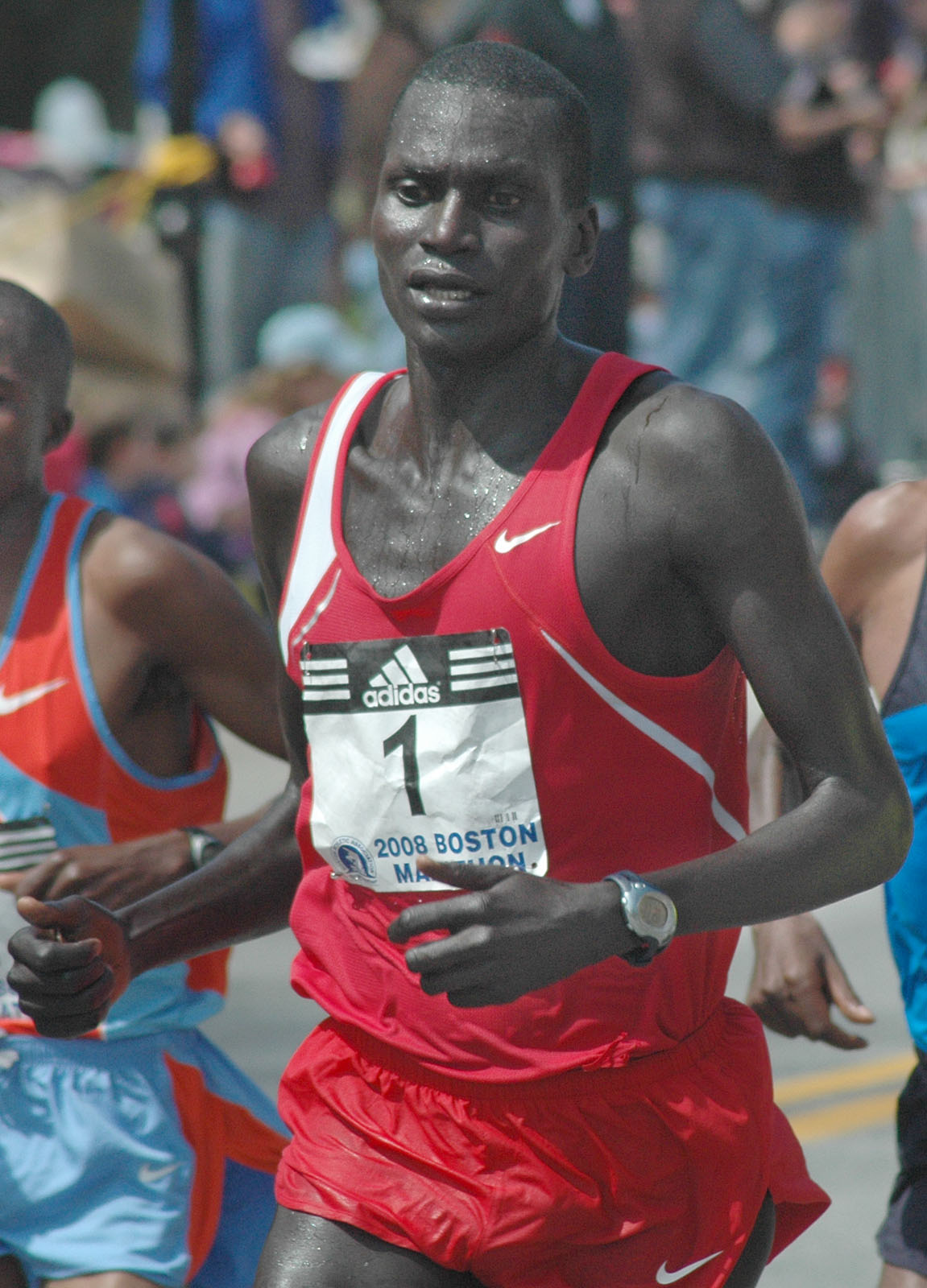
Robert Kipkoech Cheruiyot alla Maratona di Boston del 2008

| Anno | Vincitore                             | Nazionalità                           | Tempo                                 |
| ---- | ------------------------------------- | ------------------------------------- | ------------------------------------- |
| 1897 | John J. McDermott                     | Stati Uniti                           | 2:55:10                               |
| 1898 | Ronald J. MacDonald                   | Canada                                | 2:42:00                               |
| 1899 | Lawrence Brignolia                    | Stati Uniti                           | 2:54:38                               |
| 1900 | John Caffery                          | Canada                                | 2:39:44                               |
| 1901 | John Caffery                          | Canada                                | 2:29:23                               |
| 1902 | Sammy Mellor                          | Stati Uniti                           | 2:43:12                               |
| 1903 | John Lorden                           | Stati Uniti                           | 2:41:29                               |
| 1904 | Mike Spring                           | Stati Uniti                           | 2:38:04                               |
| 1905 | Frederick Lorz                        | Stati Uniti                           | 2:38:25                               |
| 1906 | Tim Ford                              | Stati Uniti                           | 2:45:45                               |
| 1907 | Thomas Longboat                       | Canada                                | 2:24:24                               |
| 1908 | Thomas Morrissey                      | Stati Uniti                           | 2:25:43                               |
| 1909 | Henri Renaud                          | Stati Uniti d'America                 | 2:53:36                               |
| 1910 | Fred Cameron                          | Canada                                | 2:28:52                               |
| 1911 | Clarence DeMar                        | Stati Uniti d'America                 | 2:21:39                               |
| 1912 | Michael J. Ryan                       | Stati Uniti d'America                 | 2:21:18                               |
| 1913 | Fritz Carlson                         | Stati Uniti                           | 2:25:14                               |
| 1914 | James Duffy                           | Canada                                | 2:25:14                               |
| 1915 | Edouard Fabre                         | Canada                                | 2:31:41                               |
| 1916 | Arthur Roth                           | Stati Uniti d'America                 | 2:27:16                               |
| 1917 | Bill Kennedy                          | Stati Uniti                           | 2:28:37                               |
| 1918 | Staffetta di Camp Devens              | Stati Uniti                           | 2:29:53                               |
| 1919 | Carl Linder                           | Stati Uniti                           | 2:29:13                               |
| 1920 | Peter Trivoulides                     | Stati Uniti                           | 2:29:31                               |
| 1921 | Frank Zuna                            | Stati Uniti                           | 2:18:57                               |
| 1922 | Clarence DeMar                        | Stati Uniti                           | 2:18:10                               |
| 1923 | Clarence DeMar                        | Stati Uniti                           | 2:23:47                               |
| 1924 | Clarence DeMar                        | Stati Uniti                           | 2:29:40                               |
| 1925 | Charles Mellor                        | Stati Uniti                           | 2:33:00                               |
| 1926 | John C. Miles                         | Canada                                | 2:25:40                               |
| 1927 | Clarence DeMar                        | Stati Uniti                           | 2:40:22                               |
| 1928 | Clarence DeMar                        | Stati Uniti                           | 2:37:07                               |
| 1929 | John C. Miles                         | Canada                                | 2:33:08                               |
| 1930 | Clarence DeMar                        | Stati Uniti                           | 2:34:48                               |
| 1931 | James P. Henigan                      | Stati Uniti                           | 2:46:45                               |
| 1932 | Paul DeBruyn                          | Germania                              | 2:33:36                               |
| 1933 | Leslie S. Pawson                      | Stati Uniti                           | 2:31:01                               |
| 1934 | Dave Komonen                          | Canada                                | 2:32:53                               |
| 1935 | John A. Kelley                        | Stati Uniti                           | 2:32:07                               |
| 1936 | Ellison M. Brown                      | Stati Uniti                           | 2:33:40                               |
| 1937 | Walter Young                          | Canada                                | 2:33:20                               |
| 1938 | Leslie S. Pawson                      | Stati Uniti                           | 2:35:34                               |
| 1939 | Ellison M. Brown                      | Stati Uniti                           | 2:28:51                               |
| 1940 | Gerard Côté                           | Canada                                | 2:28:28                               |
| 1941 | Leslie S. Pawson                      | Stati Uniti                           | 2:30:38                               |
| 1942 | Joe Smith                             | Stati Uniti                           | 2:26:51                               |
| 1943 | Gerard Côté                           | Canada                                | 2:28:25                               |
| 1944 | Gerard Côté                           | Canada                                | 2:31:50                               |
| 1945 | John A. Kelley                        | Stati Uniti                           | 2:30:40                               |
| 1946 | Stylianos Kyriakides                  | Grecia                                | 2:29:27                               |
| 1947 | Yun Bok Suh                           | Corea del Sud                         | 2:25:39                               |
| 1948 | Gerard Côté                           | Canada                                | 2:31:02                               |
| 1949 | Karl Leandersson                      | Svezia                                | 2:31:50                               |
| 1950 | Kee Yong Ham                          | Corea del Sud                         | 2:32:39                               |
| 1951 | Shigeki Tanaka                        | Giappone                              | 2:27:45                               |
| 1952 | Doroteo Flores                        | Guatemala                             | 2:31:53                               |
| 1953 | Keizō Yamada                          | Giappone                              | 2:18:51                               |
| 1954 | Veikko Karvonen                       | Finlandia                             | 2:20:39                               |
| 1955 | Hideo Hamamura                        | Giappone                              | 2:18:22                               |
| 1956 | Antti Viskari                         | Finlandia                             | 2:14:14                               |
| 1957 | John J. Kelley                        | Stati Uniti                           | 2:20:05                               |
| 1958 | Franjo Mihalić                        | Jugoslavia                            | 2:25:54                               |
| 1959 | Eino Oksanen                          | Finlandia                             | 2:22:42                               |
| 1960 | Paavo Kotila                          | Finlandia                             | 2:20:54                               |
| 1961 | Eino Oksanen                          | Finlandia                             | 2:23:39                               |
| 1962 | Eino Oksanen                          | Finlandia                             | 2:23:48                               |
| 1963 | Aurèle Vandendriessche                | Belgio                                | 2:18:58                               |
| 1964 | Aurèle Vandendriessche                | Belgio                                | 2:19:59                               |
| 1965 | Morio Shigematsu                      | Giappone                              | 2:16:33                               |
| 1966 | Kenji Kemihara                        | Giappone                              | 2:17:11                               |
| 1967 | Dave McKenzie                         | Nuova Zelanda                         | 2:15:45                               |
| 1968 | Ambrose Burfoot                       | Stati Uniti                           | 2:22:17                               |
| 1969 | Yoshiaki Unetani                      | Giappone                              | 2:13:49                               |
| 1970 | Ron Hill                              | Regno Unito                           | 2:10:30                               |
| 1971 | Álvaro Mejía                          | Colombia                              | 2:18:45                               |
| 1972 | Olavi Suomalainen                     | Finlandia                             | 2:15:39                               |
| 1973 | Jon Anderson                          | Stati Uniti                           | 2:16:03                               |
| 1974 | Neil Cusack                           | Irlanda                               | 2:13:39                               |
| 1975 | Bill Rodgers                          | Stati Uniti                           | 2:09:55                               |
| 1976 | Jack Fultz                            | Stati Uniti                           | 2:20:19                               |
| 1977 | Jerome Drayton                        | Canada                                | 2:14:46                               |
| 1978 | Bill Rodgers                          | Stati Uniti                           | 2:10:13                               |
| 1979 | Bill Rodgers                          | Stati Uniti                           | 2:09:27                               |
| 1980 | Bill Rodgers                          | Stati Uniti                           | 2:12:11                               |
| 1981 | Toshihiko Seko                        | Giappone                              | 2:09:26                               |
| 1982 | Alberto Salazar                       | Stati Uniti                           | 2:08:52                               |
| 1983 | Greg Meyer                            | Stati Uniti                           | 2:09:00                               |
| 1984 | Geoff Smith                           | Regno Unito                           | 2:10:34                               |
| 1985 | Geoff Smith                           | Regno Unito                           | 2:14:05                               |
| 1986 | Robert de Castella                    | Australia                             | 2:07:51                               |
| 1987 | Toshihiko Seko                        | Giappone                              | 2:11:50                               |
| 1988 | Ibrahim Hussein                       | Kenya                                 | 2:08:43                               |
| 1989 | Abebe Mekonnen                        | Etiopia                               | 2:09:06                               |
| 1990 | Gelindo Bordin                        | Italia                                | 2:08:19                               |
| 1991 | Ibrahim Hussein                       | Kenya                                 | 2:11:06                               |
| 1992 | Ibrahim Hussein                       | Kenya                                 | 2:08:14                               |
| 1993 | Cosmas Ndeti                          | Kenya                                 | 2:09:33                               |
| 1994 | Cosmas Ndeti                          | Kenya                                 | 2:07:15                               |
| 1995 | Cosmas Ndeti                          | Kenya                                 | 2:09:22                               |
| 1996 | Moses Tanui                           | Kenya                                 | 2:09:15                               |
| 1997 | Lameck Aguta                          | Kenya                                 | 2:10:34                               |
| 1998 | Moses Tanui                           | Kenya                                 | 2:07:34                               |
| 1999 | Joseph Chebet                         | Kenya                                 | 2:09:52                               |
| 2000 | Elijah Lagat                          | Kenya                                 | 2:09:47                               |
| 2001 | Lee Bong-Ju                           | Corea del Sud                         | 2:09:43                               |
| 2002 | Rodgers Rop                           | Kenya                                 | 2:09:02                               |
| 2003 | Robert Kipkoech Cheruiyot             | Kenya                                 | 2:10:11                               |
| 2004 | Timothy Cherigat                      | Kenya                                 | 2:10:37                               |
| 2005 | Hailu Negussie                        | Etiopia                               | 2:11:45                               |
| 2006 | Robert Kipkoech Cheruiyot             | Kenya                                 | 2:07:14                               |
| 2007 | Robert Kipkoech Cheruiyot             | Kenya                                 | 2:14:13                               |
| 2008 | Robert Kipkoech Cheruiyot             | Kenya                                 | 2:07:45                               |
| 2009 | Deriba Merga                          | Etiopia                               | 2:08:42                               |
| 2010 | Robert Kiprono Cheruyiot              | Kenya                                 | 2:05:52                               |
| 2011 | Geoffrey Mutai                        | Kenya                                 | 2:03:02                               |
| 2012 | Wesley Korir                          | Kenya                                 | 2:12:40                               |
| 2013 | Lelisa Desisa                         | Etiopia                               | 2:10:22                               |
| 2014 | Meb Keflezighi                        | Stati Uniti                           | 2:08:37                               |
| 2015 | Lelisa Desisa                         | Etiopia                               | 2:09:17                               |
| 2016 | Lemi Berhanu Hayle                    | Etiopia                               | 2:12:44                               |
| 2017 | Geoffrey Kirui                        | Kenya                                 | 2:09:37                               |
| 2018 | Yuki Kawauchi                         | Giappone                              | 2:15:58                               |
| 2019 | Lawrence Cherono                      | Kenya                                 | 2:07:57                               |
| 2020 | Annullato per pandemia di Coronavirus | Annullato per pandemia di Coronavirus | Annullato per pandemia di Coronavirus |
| 2021 | Benson Kipruto                        | Kenya                                 | 2:09:51                               |
| 2022 | Evans Chebet                          | Kenya                                 | 2:06:51                               |
| 2023 | Evans Chebet                          | Kenya                                 | 2:05:54                               |
| 2024 | Sisay Lemma                           | Etiopia                               | 2:06:17                               |

## Albo d'oro femminile

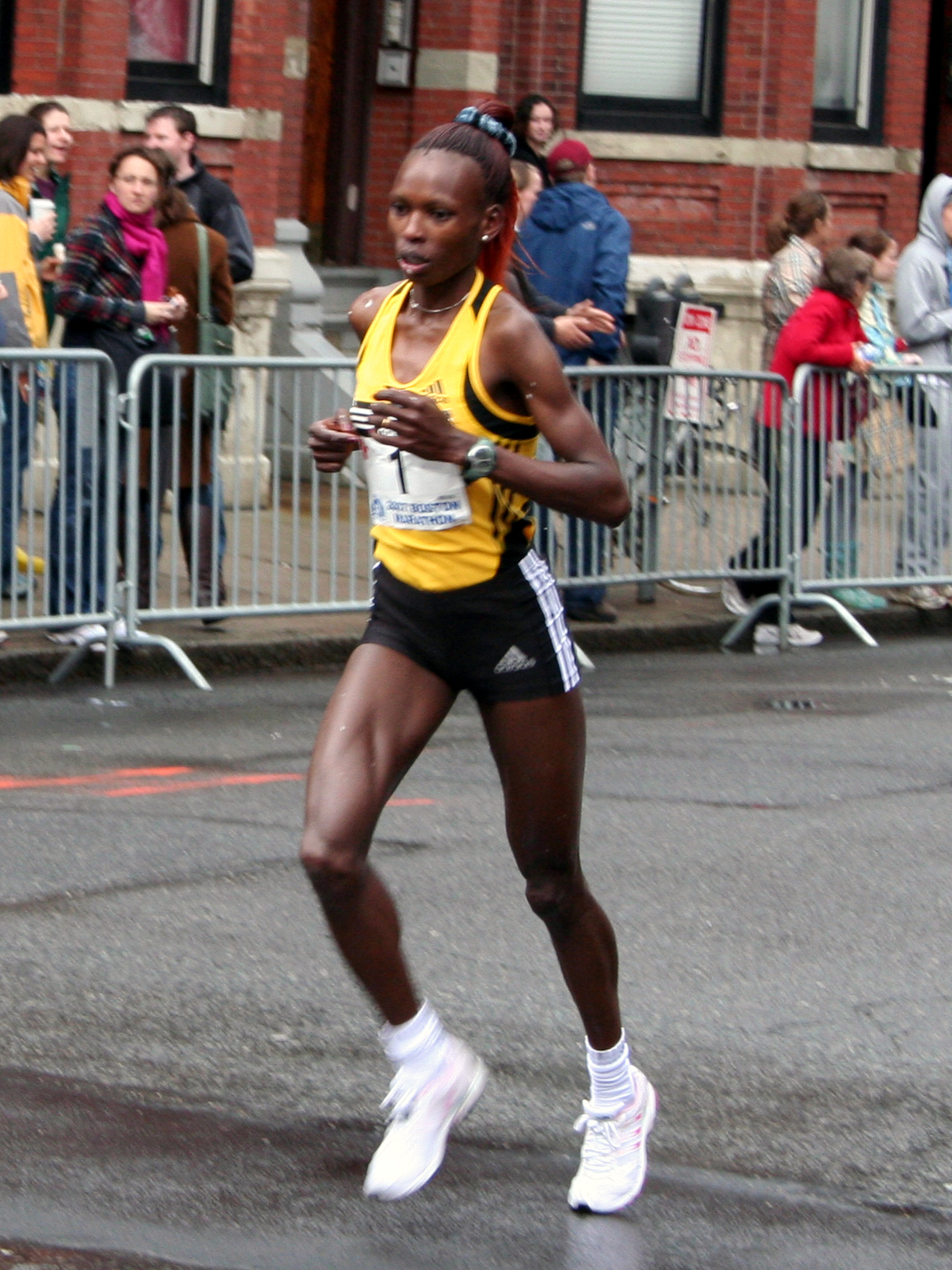
Rita Jeptoo

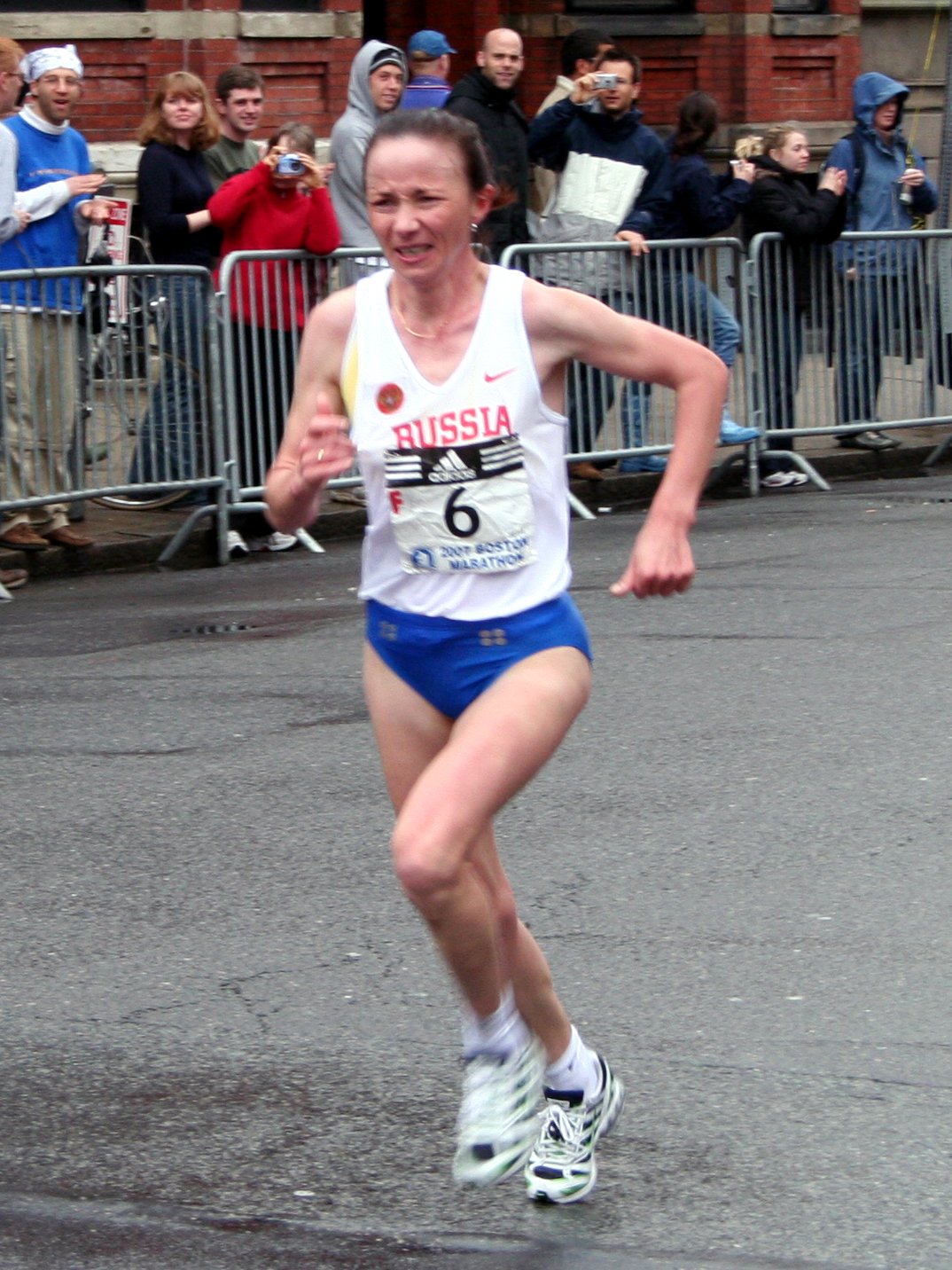
Lidiya Grigoryeva alla maratona del 2007

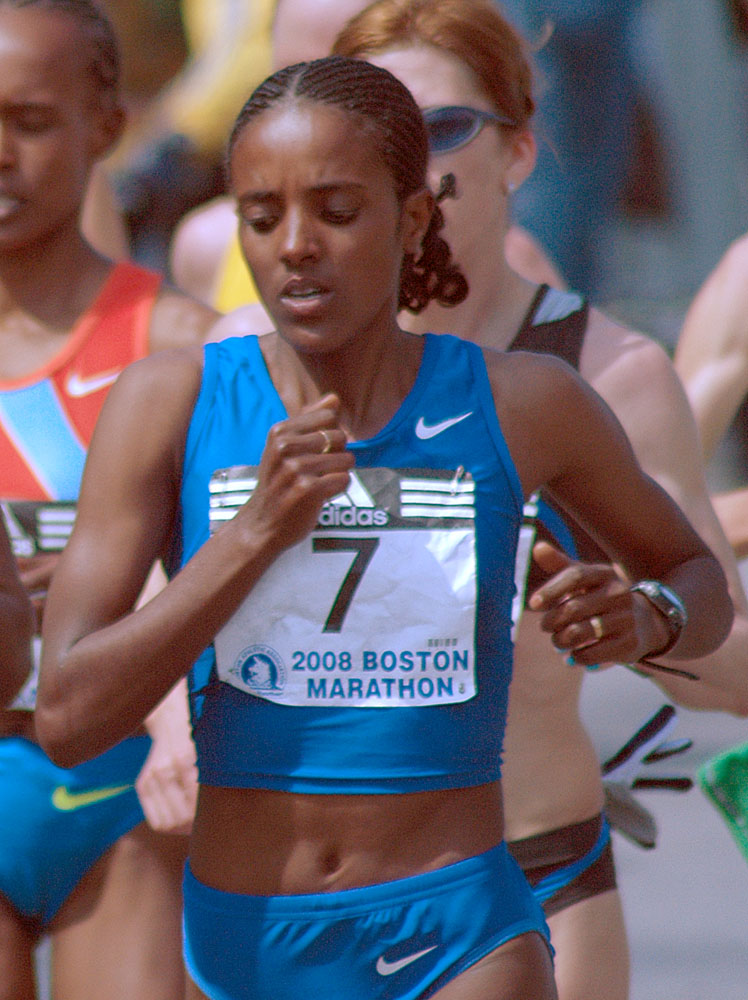
Dire Tune alla maratona del 2008

| Anno | Vincitore                             | Nazionalità                           | Tempo                                 |
| ---- | ------------------------------------- | ------------------------------------- | ------------------------------------- |
| 1966 | Roberta Gibb                          | Stati Uniti                           | 3:21:40                               |
| 1967 | Roberta Gibb                          | Stati Uniti                           | 3:27:17                               |
| 1968 | Roberta Gibb                          | Stati Uniti                           | 3:30:00                               |
| 1969 | Sara Mae Berman                       | Stati Uniti                           | 3:22:46                               |
| 1970 | Sara Mae Berman                       | Stati Uniti                           | 3:05:07                               |
| 1971 | Sara Mae Berman                       | Stati Uniti                           | 3:08:30                               |
| 1972 | Nina Kuscsik                          | Stati Uniti                           | 3:10:26                               |
| 1973 | Jacqueline Hansen                     | Stati Uniti                           | 3:05:59                               |
| 1974 | Miki Gorman                           | Stati Uniti                           | 2:47:11                               |
| 1975 | Liane Winter                          | Germania Ovest                        | 2:42:24                               |
| 1976 | Kim Merritt                           | Stati Uniti                           | 2:47:10                               |
| 1977 | Miki Gorman                           | Stati Uniti                           | 2:48:33                               |
| 1978 | Gayle S. Barron                       | Stati Uniti                           | 2:44:52                               |
| 1979 | Joan Benoit                           | Stati Uniti                           | 2:35:15                               |
| 1980 | Jacqueline Gareau                     | Canada                                | 2:34:28                               |
| 1981 | Allison Roe                           | Nuova Zelanda                         | 2:26:46                               |
| 1982 | Charlotte Teske                       | Germania Ovest                        | 2:29:33                               |
| 1983 | Joan Benoit                           | Stati Uniti                           | 2:22:43                               |
| 1984 | Lorraine Moller                       | Nuova Zelanda                         | 2:29.28                               |
| 1985 | Lisa Larsen Weidenbach                | Stati Uniti                           | 2:34.06                               |
| 1986 | Ingrid Kristiansen                    | Norvegia                              | 2:24:55                               |
| 1987 | Rosa Mota                             | Portogallo                            | 2:25:21                               |
| 1988 | Rosa Mota                             | Portogallo                            | 2:24:30                               |
| 1989 | Ingrid Kristiansen                    | Norvegia                              | 2:24:33                               |
| 1990 | Rosa Mota                             | Portogallo                            | 2:25:24                               |
| 1991 | Wanda Panfil                          | Polonia                               | 2:24:18                               |
| 1992 | Olga Markova                          | Russia                                | 2:23:43                               |
| 1993 | Olga Markova                          | Russia                                | 2:25:27                               |
| 1994 | Uta Pippig                            | Germania                              | 2:21:45                               |
| 1995 | Uta Pippig                            | Germania                              | 2:25:11                               |
| 1996 | Uta Pippig                            | Germania                              | 2:27:12                               |
| 1997 | Fatuma Roba                           | Etiopia                               | 2:26:23                               |
| 1998 | Fatuma Roba                           | Etiopia                               | 2:23:21                               |
| 1999 | Fatuma Roba                           | Etiopia                               | 2:23:25                               |
| 2000 | Catherine Ndereba                     | Kenya                                 | 2:26:11                               |
| 2001 | Catherine Ndereba                     | Kenya                                 | 2:23:53                               |
| 2002 | Margaret Okayo                        | Kenya                                 | 2:20:43                               |
| 2003 | Svetlana Zacharova                    | Russia                                | 2:25:19                               |
| 2004 | Catherine Ndereba                     | Kenya                                 | 2:24:27                               |
| 2005 | Catherine Ndereba                     | Kenya                                 | 2:25:12                               |
| 2006 | Rita Jeptoo                           | Kenya                                 | 2:23:38                               |
| 2007 | Lidiya Grigoryeva                     | Russia                                | 2:29:18                               |
| 2008 | Dire Tune                             | Etiopia                               | 2:25:21                               |
| 2009 | Salina Kosgei                         | Kenya                                 | 2:32:16                               |
| 2010 | Teyba Erkesso                         | Etiopia                               | 2:26:11                               |
| 2011 | Caroline Kilel                        | Kenya                                 | 2:22:36                               |
| 2012 | Sharon Cherop                         | Kenya                                 | 2:31:50                               |
| 2013 | Rita Jeptoo                           | Kenya                                 | 2:26:25                               |
| 2014 | Rita Jeptoo                           | Kenya                                 | 2:18:57                               |
| 2015 | Caroline Rotich                       | Kenya                                 | 2:24:55                               |
| 2016 | Atsede Baysa                          | Etiopia                               | 2:29:18                               |
| 2017 | Edna Kiplagat                         | Kenya                                 | 2:21:52                               |
| 2018 | Desi Linden                           | Etiopia                               | 2:39:54                               |
| 2019 | Worknesh Degefa                       | Etiopia                               | 2:23:31                               |
| 2020 | Annullato per pandemia di Coronavirus | Annullato per pandemia di Coronavirus | Annullato per pandemia di Coronavirus |
| 2021 | Edna Kipligat                         | Kenya                                 | 2:25:09                               |
| 2022 | Peres Jepchirchir                     | Kenya                                 | 2:21:02                               |
| 2023 | Hellen Obiri                          | Kenya                                 | 2:21:38                               |
| 2024 | Hellen Obiri                          | Kenya                                 | 2:22:37                               |

## Albo d'oro diversamente abili in carrozzina uomini
| Anno | Vincitore                             | Nazionalità                           | Tempo                                 |
| ---- | ------------------------------------- | ------------------------------------- | ------------------------------------- |
| 1975 | Robert Hall                           | Stati Uniti                           | 2:58:00                               |
| 1976 | Non disputata                         |                                       |                                       |
| 1977 | Robert Hall                           | Stati Uniti                           | 2:40:10                               |
| 1978 | George Murray                         | Stati Uniti                           | 2:26:57                               |
| 1979 | Ken Archer                            | Stati Uniti                           | 2:38:59                               |
| 1980 | Curt Brinkman                         | Stati Uniti                           | 1:55:00                               |
| 1981 | Jim Martinson                         | Stati Uniti                           | 2:00:41                               |
| 1982 | Jim Knaub                             | Stati Uniti                           | 1:51:31                               |
| 1983 | Jim Knaub                             | Stati Uniti                           | 1:47:10                               |
| 1984 | André Viger                           | Canada                                | 2:05:20                               |
| 1985 | George Murray                         | Stati Uniti                           | 1:45:34                               |
| 1986 | André Viger                           | Canada                                | 1:43:25                               |
| 1987 | André Viger                           | Canada                                | 1:55:42                               |
| 1988 | Mustapha Badid                        | Francia                               | 1:43:19                               |
| 1989 | Philippe Couprie                      | Francia                               | 1:36:04                               |
| 1990 | Mustapha Badid                        | Francia                               | 1:29:53                               |
| 1991 | Jim Knaub                             | Stati Uniti                           | 1:30:44                               |
| 1992 | Jim Knaub                             | Stati Uniti                           | 1:26:28                               |
| 1993 | Jim Knaub                             | Stati Uniti                           | 1:22:17                               |
| 1994 | Heinz Frei                            | Svizzera                              | 1:21:23                               |
| 1995 | Franz Nietlispach                     | Svizzera                              | 1:25:59                               |
| 1996 | Heinz Frei                            | Svizzera                              | 1:30:14                               |
| 1997 | Franz Nietlispach                     | Svizzera                              | 1:28:14                               |
| 1998 | Franz Nietlispach                     | Svizzera                              | 1:21:52                               |
| 1999 | Franz Nietlispach                     | Svizzera                              | 1:21:36                               |
| 2000 | Franz Nietlispach                     | Svizzera                              | 1:33:32                               |
| 2001 | Ernst Van Dyk                         | Sudafrica                             | 1:25:12                               |
| 2002 | Ernst Van Dyk                         | Sudafrica                             | 1:23:19                               |
| 2003 | Ernst Van Dyk                         | Sudafrica                             | 1:28:32                               |
| 2004 | Ernst Van Dyk                         | Sudafrica                             | 1:18:27                               |
| 2005 | Ernst Van Dyk                         | Sudafrica                             | 1:24:11                               |
| 2006 | Ernst Van Dyk                         | Sudafrica                             | 1:25:29                               |
| 2007 | Masazumi Soejima                      | Giappone                              | 1:29:16                               |
| 2008 | Ernst Van Dyk                         | Sudafrica                             | 1:26:49                               |
| 2009 | Ernst Van Dyk                         | Sudafrica                             | 1:33:29                               |
| 2010 | Ernst Van Dyk                         | Sudafrica                             | 1:26:53                               |
| 2011 | Masazumi Soejima                      | Giappone                              | 1:18:50                               |
| 2012 | Joshua Cassidy                        | Canada                                | 1:18:25                               |
| 2013 | Hiroyuki Yamamoto                     | Giappone                              | 1:25:33                               |
| 2014 | Ernst Van Dyk                         | Sudafrica                             | 1:20:36                               |
| 2015 | Marcel Hug                            | Svizzera                              | 1:29:53                               |
| 2016 | Marcel Hug                            | Svizzera                              | 1:24:01                               |
| 2017 | Marcel Hug                            | Svizzera                              | 1:18:03                               |
| 2018 | Marcel Hug                            | Svizzera                              | 1:46:26                               |
| 2019 | Daniel Romanchuk                      | Stati Uniti                           | 1:21:36                               |
| 2020 | Annullato per pandemia di Coronavirus | Annullato per pandemia di Coronavirus | Annullato per pandemia di Coronavirus |
| 2021 | Marcel Hug                            | Svizzera                              | 1:18:11                               |
| 2022 | Daniel Romanchuk                      | Stati Uniti                           | 1:26:58                               |
| 2023 | Marcel Hug                            | Svizzera                              | 1:17:06                               |
| 2024 | Marcel Hug                            | Svizzera                              | 1:15:35                               |

## Albo d'oro diversamente abili in carrozzina donne
| Anno | Vincitore                             | Nazionalità                           | Tempo                                 |
| ---- | ------------------------------------- | ------------------------------------- | ------------------------------------- |
| 1977 | Sharon Rahn                           | Stati Uniti                           | 3:48:51                               |
| 1978 | Susan Shapiro                         | Stati Uniti                           | 3:52:35                               |
| 1979 | Sheryl Bair                           | Stati Uniti                           | 3:27:56                               |
| 1980 | Sharon Limpert                        | Stati Uniti                           | 2:49:04                               |
| 1981 | Candace Cable-Brookes                 | Stati Uniti                           | 2:38:41                               |
| 1982 | Candace Cable-Brookes                 | Stati Uniti                           | 2:12:43                               |
| 1983 | Sherry Ramsey                         | Stati Uniti                           | 2:27:07                               |
| 1984 | Sherry Ramsey                         | Stati Uniti                           | 2:56:51                               |
| 1985 | Candace Cable-Brookes                 | Stati Uniti                           | 2:05:26                               |
| 1986 | Candace Cable-Brookes                 | Stati Uniti                           | 2:09:28                               |
| 1987 | Candace Cable-Brookes                 | Stati Uniti                           | 2:19:55                               |
| 1988 | Candace Cable-Brookes                 | Stati Uniti                           | 2:10:44                               |
| 1989 | Connie Hansen                         | Danimarca                             | 1:50:06                               |
| 1990 | Jean Driscoll                         | Stati Uniti                           | 1:43:17                               |
| 1991 | Jean Driscoll                         | Stati Uniti                           | 1:42:42                               |
| 1992 | Jean Driscoll                         | Stati Uniti                           | 1:36:52                               |
| 1993 | Jean Driscoll                         | Stati Uniti                           | 1:34:50                               |
| 1994 | Jean Driscoll                         | Stati Uniti                           | 1:34:22                               |
| 1995 | Jean Driscoll                         | Stati Uniti                           | 1:40:42                               |
| 1996 | Jean Driscoll                         | Stati Uniti                           | 1:52:56                               |
| 1997 | Louise Sauvage                        | Australia                             | 1:54:28                               |
| 1998 | Louise Sauvage                        | Australia                             | 1:41:19                               |
| 1999 | Louise Sauvage                        | Australia                             | 1:42:23                               |
| 2000 | Jean Driscoll                         | Stati Uniti                           | 2:00:52                               |
| 2001 | Louise Sauvage                        | Australia                             | 1:53:54                               |
| 2002 | Edith Hunkeler                        | Svizzera                              | 1:45:57                               |
| 2003 | Christina Ripp                        | Stati Uniti                           | 1:54:47                               |
| 2004 | Cheri Blauwet                         | Stati Uniti                           | 1:39:53                               |
| 2005 | Cheri Blauwet                         | Stati Uniti                           | 1:47:45                               |
| 2006 | Edith Hunkeler                        | Svizzera                              | 1:43:42                               |
| 2007 | Wakako Tsuchida                       | Giappone                              | 1:53:30                               |
| 2008 | Wakako Tsuchida                       | Giappone                              | 1:48:32                               |
| 2009 | Wakako Tsuchida                       | Giappone                              | 1:54:37                               |
| 2010 | Wakako Tsuchida                       | Giappone                              | 1:43:32                               |
| 2011 | Wakako Tsuchida                       | Giappone                              | 1:34:06                               |
| 2012 | Shirley Reilly                        | Stati Uniti                           | 1:37:36                               |
| 2013 | Tatyana McFadden                      | Stati Uniti                           | 1:45:25                               |
| 2014 | Tatyana McFadden                      | Stati Uniti                           | 1:35:06                               |
| 2015 | Tatyana McFadden                      | Stati Uniti                           | 1:52:54                               |
| 2016 | Tatyana McFadden                      | Stati Uniti                           | 1:42:16                               |
| 2017 | Manuela Schär                         | Svizzera                              | 1:28:17                               |
| 2018 | Tatyana McFadden                      | Stati Uniti                           | 1:42:16                               |
| 2019 | Manuela Schär                         | Svizzera                              | 1:34:19                               |
| 2020 | Annullato per pandemia di Coronavirus | Annullato per pandemia di Coronavirus | Annullato per pandemia di Coronavirus |
| 2021 | Manuela Schär                         | Svizzera                              | 1:35:21                               |
| 2022 | Manuela Schär                         | Svizzera                              | 1:41:08                               |
| 2023 | Susannah Scaroni                      | Stati Uniti                           | 1:41:45                               |
| 2024 | Eden Rainbow-Cooper                   | Regno Unito                           | 1:35:11                               |